# Блё дю Веркор-Саснаж
Блё дю Веркор-Саснаж (фр. Bleu du Vercors-Sassenage) или Блё дю Саснаж (фр. Bleu du Sassenage) — мягкий голубой французский сыр, получивший наименование в честь города Саснаж, жители которого в XIV веке платили налоги сыром.

## История
Первое упоминание о сыре Блё дю Веркор-Саснаж датируется XIV веком.
В 1998 году сыр получил статус AOC.

## Изготовление
Сыр производится из смешанного сырого и подогретого коровьего молока, к которому добавляется овечье и козье молоко. Молоко, полученное вечером, нагревают и оставляют на ночь, а утром смешивают с молоком утренней дойки. Сыр выдерживается в течение двух—трёх месяцев. В процессе производства почти не прессуется, в отличие от других голубых сыров, в связи с чем обладает более мягкой структурой.

## Описание
Головки сыра большие, плоские и круглые: диаметром 27—30 сантиметров, толщиной 7—9 сантиметров и весом 4—4,5 килограмма. Сыр покрыт тонкой гладкой коричневой коркой, покрытой естественным налётом белой пенициллиновой плесени. Под коркой находится мякоть цвета слоновой кости с прожилками голубовато-зелёной плесени по всей сырной массе с мраморными разводами сине-зелёной молодой пенициллиновой плесени ближе к корке. Жирность сыра 20 %.
Блё дю Веркор-Саснаж обладает мягким и нежным вкусом с горьким послевкусием, в аромате сыра присутствуют нотки лесных орехов.
Употребляется в качестве самостоятельного блюда, сочетается с яркими и живыми винами.